# Prayer for You
Prayer for You – czwarty singiel szkockiego zespołu Texas pochodzący z ich pierwszego albumu Southside, wydany w roku 1989. Uplasował się na 73. miejscu oficjalnej listy UK Albums Chart.

## Lista utworów

### wersja 7" / Wielka Brytania / TEX 4 / 876 338-7[3]
| A. | "Prayer for You"   |  |
|    | Spiteri / McElhone |  |
| B. | "Return"           |  |
|    | Spiteri / McElhone |  |

## Lista utworów (inne wersje)

### wersja 12" / EU / 876 339-1[4]
| A1. | "Prayer for You"                    |  |
|     | Spiteri / McElhone                  |  |
| A2. | "Return"                            |  |
|     | Spiteri / McElhone                  |  |
| B1. | "I Don't Want a Lover (Live)"       |  |
|     | Spiteri / McElhone                  |  |
| B2. | "Prayer for You (Acoustic Version)" |  |
|     | Spiteri / McElhone                  |  |Utwór B1 nagrywany w Paradiso, Amsterdam

### wersja CD / Wielka Brytania / TEX CD4 / 876 339-2[5]
| 1. | "Prayer for You"                    | 4:47  |
|    | Spiteri / McElhone                  |       |
| 2. | "I Don’t Want a Lover (Live)"       | 6:29  |
|    | Spiteri / McElhone                  |       |
| 3. | "Return"                            | 3:10  |
|    | Spiteri / McElhone                  |       |
| 4. | "Prayer for You (Acoustic Version)" | 3:41  |
|    | Spiteri / McElhone                  |       |
|    |                                     | 18:07 |
|    |                                     |       |Utwór 2 nagrywany w Paradiso, Amsterdam

### wersja MC / Wielka Brytania / TEX MC4 / 876 338-4[6]
| 1. | "Prayer for You"   |  |
|    | Spiteri / McElhone |  |
| 2. | "Return"           |  |
|    | Spiteri / McElhone |  |

## Miejsca na listach przebojów
| Lista                        | Pozycja |
| ---------------------------- | ------- |
| UK (Official Charts Company) | 73      |
| Australia (ARIA Charts)      | 101     |
| Holandia (Single Top 100)    | 31      |
| Belgia (Ultratop 50 Singles) | 37      |

## Twórcy
Źródło

### Skład podstawowy
- Sharleen Spiteri – śpiew, gitara
- Johnny McElhone – bass
- Ally McErlaine – gitara
- Stuart Kerr – perkusja, śpiew

### Gościnnie
- Eddie Campbell – instrumenty klawiszowe

### Personel
- Realizacja nagrań – Simon Vinestock
- Manager muzyczny – GR Management
- Producent – Tim Palmer, Kenny Macdonald, Texas ("Return")
- Zdjęcia – Pennie Smith
- Okładka – Bullitt